# Lex Cassia
La lex Cassia Tabellaria fue promulgada en el 137 a. C. La ley introducía el desempate en los iudicium populi (casos criminales juzgados en comicios por el pueblo), pero quedaban excluidos los casos de perduellio. Esta ley fue acogida muy desfavorablemente por los optimates porque los privaba de su influencia en los comicios. 
En la política Marco Emilio Lépido Porcina parece haber pertenecido al partido aristocrático. Como cónsul se opuso a la introducción de la lex Cassia Tabellaria, propuesta por Lucio Casio Longino Ravila.